# (54) Alexandra
(54) Alexandra – planetoida z pasa głównego asteroid okrążająca Słońce w ciągu 4 lat i 169 dni w średniej odległości 2,71 j.a. Została odkryta 10 września 1858 roku w Paryżu przez Hermanna Goldschmidta. Nazwa planetoidy pochodzi od Alexandra von Humboldta (1769–1859), niemieckiego przyrodnika i podróżnika.